# Notung
Notung är ett svärd som används i Richard Wagners Nibelungens ring.
I Valkyrian hittar hjälten Siegmund svärdet instött i en trädstam av guden Wotan. Då han hittade svärdet i sin största nöd gav han det namnet Notung (Not på tyska betyder nöd). Svärdet splittras sedan av Wotans spjut i Siegmunds strid med Hunding.
I Siegfried smider Siegmunds son Siegfried ett nytt svärd av skärvorna av Notung.
Notung motsvaras i det tyska eposet Nibelungenlied av svärdet Balmung och i den nordiska mytologin av Sigurd Fafnesbanes svärd Gram.